# سیارک ۹۷۱۱
سیارک ۹۷۱۱ (به انگلیسی: 9711 Zeletava، نامگذاری:1972PA) نه هزار و هفتصد و یازدهمین سیارک کشف شده‌است که در ۷ اوت ۱۹۷۲ کشف شد.
قدر مطلق سیارک برابر ۱۱٫۸۰ است.